# Molitva

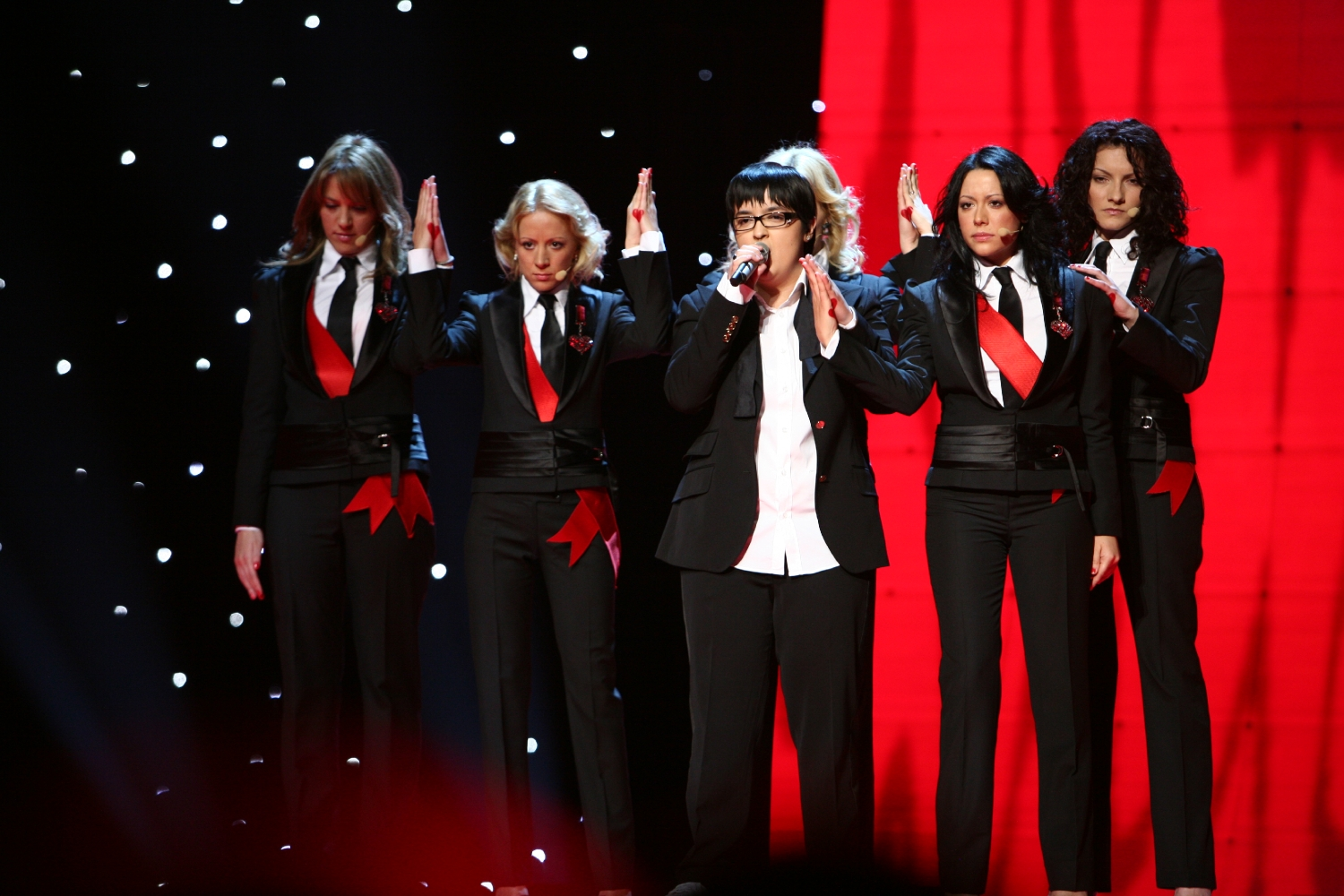
Marija Šerifović med kör framför Molitva vid Eurovision Song Contest 2007 i Helsingfors. Foto av Indrek Galetin.

Molitva (Молитва), serbiska: Bön, var vinnarlåten i Eurovision Song Contest 2007 i Helsingfors, som framfördes av den serbiska sångerskan Marija Šerifović. Musiken komponerades av Vladimir Graić och texten av Saša Milošević Mare. Låten vann med 268 poäng.

## Bakgrund
Det var Serbiens debut i tävlingen som självständig nation, sedan förbundsstaten Serbien och Montenegro upplösts i juni 2006. 
Molitva var det första vinnande bidraget i tävlingen sedan 1998, som inte innehöll engelsk text (Wild Dances av Ruslana, vinnaren 2004, innehöll några engelska fraser). Det var också den första gången en ballad har vunnit, sedan telefonröstning infördes. 
Låten är även noterbar för dess framträdande, som var raka motsatsen mot förra årets vinnare Lordi, den framfördes utan pyroteknik, avancerad dans, utmärkande kläder eller andra sceneffekter. 
Marija Šerifović har även spelat in andra versioner av Molitva. Den engelskspråkiga versionen heter Destiny och den ryskspråkiga heter Молитва (med betoningen på и vilket ger uttalet "Malitva".
Marijas körflickor Beauty Queens har spelat in en finskspråkig version, som heter Rukoilen.

## Versioner
Låten har också släppts som dansremix och remix vid namn "Jovan Radomir mix" av svenske TV-presentatören Jovan Radomir, som också skrev texten på engelska. En instrumental version har också släppts, liksom karaokeversion.  Brittiska Oompah Brass spelade in en instrumental version av "Molitva" på albumet Oompocalypse Now 2008 , vilken man också spelade 2007 på Belgrads ölfestival.

## Plagiatanklagelse
Från albanskt håll anklagas Marija Šerifović för att hennes låt Molitva är ett plagiat på albanska sångerskans Soni Malajs låt "Ndarja", som släpptes vid Top Fest 3 år 2006. Det finns mindre likheter mellan låtarna, både i melodi och text. Albanien filade dock inte in en formell anmälan till EBU. Dessutom uttalade sig kompositören till "Ndarja", makedoniern Marjano Filipovski, att han dementerar att "Molitva" är ett plagiat av låten.

## Låtlista
1. "Molitva" (Serbian Version) – 3:03
2. "Destiny" (English Version) – 3:04
3. "Molitva" (Russian Version) – 3:01
4. "Molitva" (Magnetic Club Reload Mix Serbian Version) – 4:26
5. "Destiny" (Magnetic Club Reload Mix English Version) – 4:23
6. "Molitva" (Magnetic Club Reload Mix Russian Version) – 4:25
7. "Molitva" (Jovan Radomir Remix) – 3:38
8. "Rukoilen" (Finnish Version) – 3:06
9. "Molitva" (Instrumental) – 3:02

## Listplaceringar
| Lista (2007)       | Topplacering |
| ------------------ | ------------ |
| Belgien (Flandern) | 14           |
| Schweiz            | 19           |
| Storbritannien     | 112          |
| Sverige            | 9            |

### Fotnoter
1. ↑  ”Marija Šerifović - Molitva”. Radio Television of Serbia. Arkiverad från originalet den 22 mars 2010. https://web.archive.org/web/20100322210609/http://ww1.rts.co.rs/euro/molitva.asp. Läst 15 maj 2007.
2. ↑  Citerat i Aftonbladet : Grattis Serbien Arkiverad 15 maj 2007 hämtat från the Wayback Machine.
3. ↑  http://www.idividi.com.mk/zabava/Showbiz/384398/index.html
4. ↑  ”Listplacering”. http://www.ultratop.be/nl/showitem.asp?interpret=Marija+%8Aerifovi%26%23263%3B&titel=Molitva&cat=s. Läst 5 maj 2011.
5. ↑  ”Listplacering”. http://hitparade.ch/showitem.asp?interpret=Marija+%8Aerifovi%26%23263%3B&titel=Molitva&cat=s. Läst 5 maj 2011.
6. ↑  ”Listplacering”. http://zobbel.de/cluk/070526cluk.txt. Läst 5 maj 2011.
7. ↑  ”Listplacering”. http://swedishcharts.com/showitem.asp?interpret=Marija+%8Aerifovi%26%23263%3B&titel=Molitva&cat=s. Läst 5 maj 2011.